# Dhoe al-Qi'dah
Dhoe al-qi'dah, (ذو القعدة) is de elfde en op een-na-laatste maand van het jaar van de islamitische kalender.
Dhoe al-qi'dah geldt tezamen met Rajab, Moeharram en Dhoe al-hijjah als een van de vier heilige maanden in het jaar gedurende welke oorlogvoering verboden is.

## Dhoe al-qi'dah ten opzichte van de westerse kalender
De islamitische kalender is een maankalender en de eerste dag van een nieuwe maand is de dag dat de nieuwe maan zichtbaar wordt. Daar een maanjaar 11 tot 12 dagen korter is dan een zonnejaar, verplaatst dhoe al-qi'dah zich net als de andere maanden in de islamitische kalender door de seizoenen. Hieronder staan de geschatte data voor dhoe al-qi'dah, gebaseerd op de Saoedische Umm al-Qurakalender.
| AH   | Eerste dag (CE) | Laatste dag (CE) |
| ---- | --------------- | ---------------- |
| 1445 | 09 mei 2024     | 06 juni 2024     |
| 1446 | 29 april 2025   | 27 mei 2025      |
| 1447 | 18 april 2026   | 17 mei 2026      |
| 1448 | 08 april 2027   | 06 mei 2027      |
| 1449 | 27 maart 2028   | 25 april 2028    |

Muharram ·
Safar ·
Rabi' al-awwal ·
Rabi' al-thani ·
Djoemada al-awwal ·
Djoemada al-thani ·
Rajab ·
Sha'aban ·
Ramadan ·
Shawwal ·
Dhoe al-Qi'dah ·
Dhoe al-Hidzjah